# Lypova Dolyna
Lypova Dolyna (ukrainien : Липова Долина, russe : Липовая Долина) est une commune urbaine de l'oblast de Soumy, en Ukraine. Elle compte 4 479 habitants en 2024.